# Фишер, Эндрю
Эндрю Фишер (29 августа 1862, Кроссхауз, Шотландия — 22 октября 1928, Лондон, Великобритания) — австралийский политик, лейборист, пятый премьер-министр страны, занимал пост три раза. Под его руководством в 1910—1913 годах была завершена большая законодательная программа, которая сделала его, наряду с премьером-протекционистом Альфредом Дикином, одним из основателей законодательной структуры новой нации.

## Биография
Эндрю Фишер родился в семье Роберта Фишера и Джейн Гарвин и был одним из семи детей в семье. Его отец работал на шахте, а в 1863 году был одним из основателей кооперативного магазина. Эндрю Фишер в основном занимался самообучением в библиотеке, которую помог основать магазин отца. Он посещал вечернюю школу и в 10 лет начал работать на шахте. В 17 лет его выбрали секретарём местной профсоюзной организации.
В 1885 году Фишер иммигрировал в Квинсленд, где долгое время работал на шахтах по добыче угля и золота, а также получил водительские права. В 1891 году он стал президентом шахтёрской ассоциации и политической организации рабочих, которая была местным отделением лейбористской партии. С этого началась политическая карьера Эндрю Фишера.
В 1901 года Фишер женился на Маргарет Ирвин, у них шесть детей.
В 1911 году, будучи в Великобритании, он посетил родные места, где его встречали как героя.
После завершения политической карьеры он стал в 1916 году комиссаром, представляя Австралию в Лондоне. Он сменил на этом посту Джорджа Рида и пробыл в должности 5 лет. После этого Фишер возвращался в Австралию, где был встречен своими сторонниками, которые хотели продолжения его политической карьеры. Однако, сам Фишер интереса к политике не испытывал и через год уехал в Лондон.

## Политическая карьера
В 1879 году, в возрасте 17 лет, Фишер был избран секретарем Кроссхаусского отделения Союза горняков Эйршира. Вскоре он познакомился с Кейром Харди, ведущей фигурой в профсоюзе и будущим лидером Британской лейбористской партии. Оба часто встречалась, чтобы обсудить политику, и позже возобновила знакомство. Фишер и Харди были лидерами забастовки горняков Эйршира 1881 года, которую многие считали неудачной. Десятинедельная забастовка привела лишь к небольшому повышению заработной платы вместо 10 процентов, о которых просили; многие рабочие исчерпали свои сбережения, а некоторые кооперативы оказались на грани банкротства. Первоначально Фишер был против забастовки и безуспешно пытался договориться с владельцами шахт о компромиссе. Он потерял работу, но вскоре нашел работу на другом руднике. 
Как и многие горняки, Фишер был сторонником Либеральной партии Гладстона , в частности кандидатов от « Либерально-лейбористской партии», которые пользовались поддержкой профсоюзов.
В апреле 1893 года он выиграл выборы в законодательное собрание Квинсленда от Гимпи в качестве кандидата от лейбористской партии. В 1896 году он потерял своё место, но был переизбран в 1899 году.
На первых выборах в объединённой Австралии Фишер был кандидатом от лейбористской партии в округе Уайд-Бей. Он выиграл эти и пять следующих выборов. В 1904 году он был министром торговли и таможни в правительстве Криса Уотсона. В 1905 году он стал вторым человеком в лейбористской партии Австралии, а в 1907 — её лидером.

### Премьер-министр
Фишер трижды становился премьер-министром и все три раза он также был казначеем страны. Первый раз он стал министром после ухода в отставку протекционистского правительства Альфреда Дикина, и ушёл с поста после усиления коалиции Дикина и Джозефа Кука несмотря на то, что генерал-губернатор не подписал отставку всего правительства.
Второй раз Фишер стал премьер-министром после победы лейбористской партии на четвёртых всеобщих выборах (43 места из 75 в палате представителей и 23 из 36 — в Сенате). Фишеру удалось остаться в офисе на весь срок. Активная законотворческая программа в это время включала создание Commonwealth Bank, расширение Верховного суда, определение столицы в Канберре. В социальном плане были введены компенсации рабочим и декретный отпуск для женщин, проведена либерализация пенсий по возрасту и инвалидности. Рекомендации королевской комиссии дали основу развитию сахарной индустрии в дальнейшем.
В 1884 году он председательствовал на общественном собрании в Кроссхаусе в поддержку третьего законопроекта о реформе. Впоследствии он написал письмо Гладстону и получил ответ с благодарностью за поддержку. В следующем году Фишер участвовал в другой забастовке шахтеров. Его не только уволили, но и занесли в черный список. У него не было будущего в Шотландии, и он решил эмигрировать; его старший брат Джон уже уехал в Англию за несколько лет до этого, став полицейским констеблем в Ливерпуле. 
В 1913 году с перевесом в одно место выборы выиграли либералы. Премьер-министром стал Джозеф Кук, а Эндрю Фишер возглавил официальную оппозицию. 
На следующих выборах, в сентябре 1914 года, он снова стал премьер-министром. В это время уже шла война и Фишер обещал, что Австралия будет поддерживать Объединённое Королевство «до последнего человека и до последнего шиллинга» (англ. to the last man and last shilling). 27 октября 1915 года он был вынужден покинуть пост из-за проблем со здоровьем. Его место занял его заместитель Уильям Моррис Хьюз.
```
Наследие реформ правительства Фишера и развитие государства продолжились и после разногласий, возникших в 
Первую мировую войну
 и во время объявления 
Уильямом Хьюзом
 полной 
воинской повинности
.
```